# اسپالجیس
اسپالجیس (نام علمی: Spalgis) نام یک سرده از تیره پرنیان‌بالان است.